# Hosszúág
Hosszúág románul: Hisiaș, falu Romániában, a Bánságban, Temes megyében.

## Fekvése
Lugostól északnyugatra fekvő település.

## Története
Hosszúág nevét 1410-ben említette először oklevél, ekkor a dobozi uradalomhoz tartozott.
1428-ban birtokosa Dobozi László volt és még 1447-ben is Dobozi Dánfi Lászlóé volt, aki ekkor elzálogosította Nagymihályi Lászlónak.
1488-ban Hazyagh néven Czikóvásárhely kastélyhoz tartozott.
Mercy gróf térképén Hiziasch néven, a facseti kerületben, lakott helyként volt feltüntetve, később azonban elpusztult, mert az 1761-es hivatalos térképen már csak pusztaként jelölték a lugosi kerületben, majd ezután nem sokkal románok szállták meg.
1779-ben Temes vármegyéhez csatolták.
1848-ig kamarai birtok volt, a 20. század elején pedig a kincstár volt a legnagyobb birtokosa.
A trianoni békeszerződés előtt Temes vármegye Temesrékasi járásához tartozott.
1910-ben 674 lakosából 7 magyar, 26 német, 621 román volt. Ebből 146 görögkatolikus, 473 görög keleti ortodox volt.

## Nevezetességek
- Görögkatolikus temploma
- Görög keleti temploma